# Capra pyrenaica pyrenaica

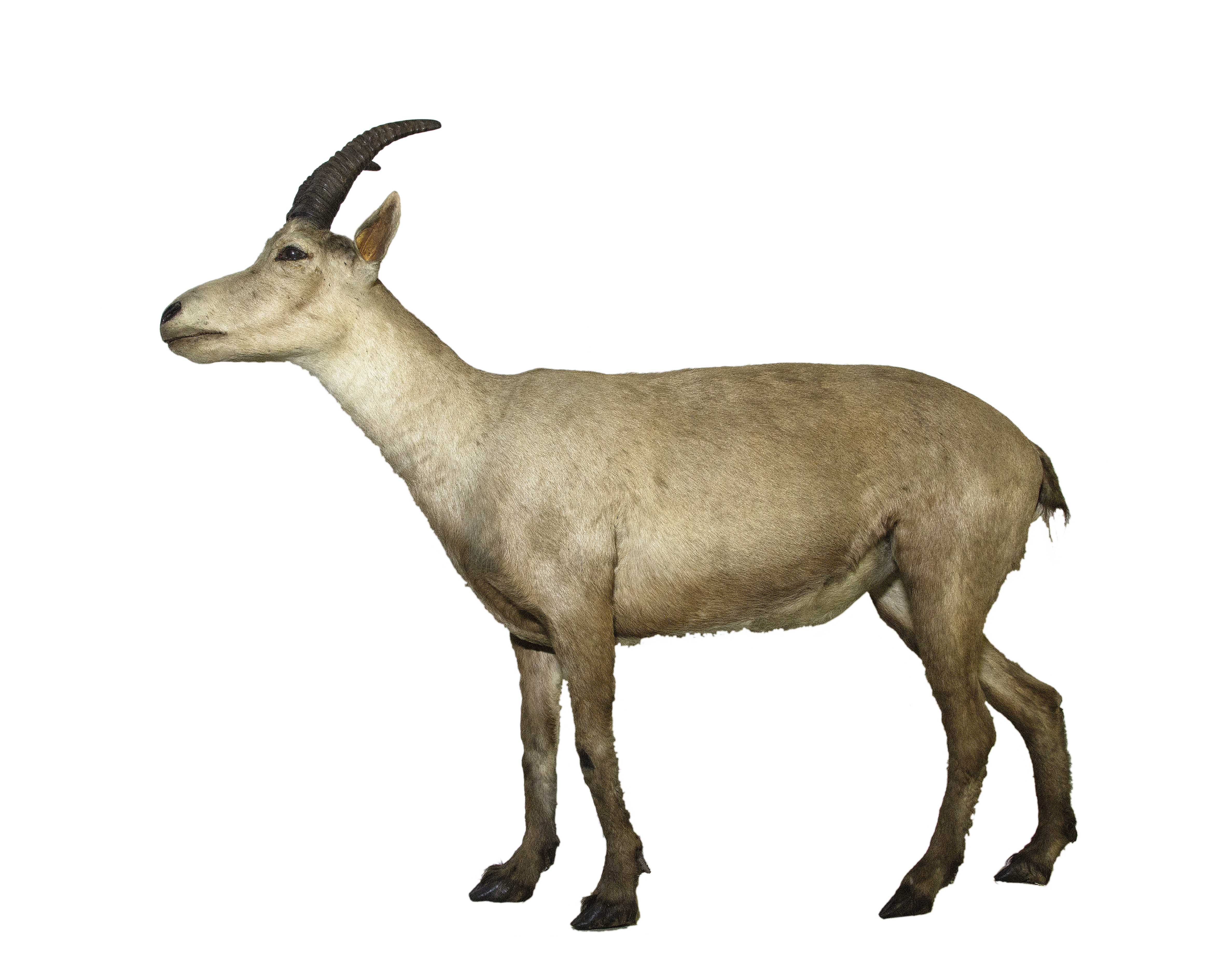
Capra pyrenaica pyrenaica

Lo stambecco dei Pirenei (Capra pyrenaica pyrenaica) era la sottospecie nominale dello stambecco iberico. Un tempo, il suo areale si estendeva dai Pirenei francesi e spagnoli fino al Paese basco, alla Navarra ed alla Catalogna settentrionale. Era conosciuta con il nome locale "bucardo".

## Descrizione
Lo stambecco dei Pirenei possedeva un pelo corto che diventava più folto nel periodo invernale. Nel periodo estivo il maschio aveva la pelliccia marrone con diverse parti nere, come le gambe, il collo e la testa, mentre d'inverno il colore tendeva ad essere uniforme su tutto il corpo. La femmina possedeva una pelliccia marrone su tutto il corpo sia d'inverno che d'estate. Il maschio possedeva corna grosse e ricurve, permanenti, con un colore tendente al grigio. La femmina aveva anch'essa le corna, seppur molto più piccole. I piccoli erano colorati come le femmine nel primo anno di vita.

## Comportamento e riproduzione
A seconda della stagione, gli stambecchi migravano. Nel periodo primaverile salivano sulle vette più alte, dove poi si accoppiavano. Durante l'inverno, gli stambecchi scendevano a valle. Le femmine si separavano dai maschi nel periodo primaverile dopo l'accoppiamento. Nel mese di maggio le femmine partorivano un singolo capretto o, più raramente, due.

## Habitat
La specie viveva prevalentemente sui Pirenei francesi e spagnoli, con alcune estensioni nei paesi confinanti. Alcune fonti citavano la sua presenza anche in Portogallo. Fino al XIV secolo la popolazione di stambecco dei Pirenei era piuttosto abbondante, ammontando a circa 50 000 esemplari. La caccia spietata e la competizione con specie domestiche di capra, ridusse drasticamente l'areale e la popolazione dello stambecco, fino a ridurlo a poche centinaia di esemplari. Tra il XIV e il XX secolo il loro numero scese al di sotto dei 100 individui: nella prima metà del Novecento lo stambecco dei Pirenei si estinse in Francia, mentre una popolazione di appena 40 esemplari sopravviveva nel parco nazionale di Ordesa e del Monte Perdido, in provincia di Huesca, in Spagna.

## Estinzione
Tra la fine degli anni ottanta e l'inizio degli anni novanta sopravvivevano solamente dai 7 agli 11 esemplari. Nel 1996 la Lista Rossa classificò lo stambecco dei Pirenei come specie "in pericolo critico di estinzione". Nonostante gli sforzi, tutti i tentativi di recupero della specie fallirono. Nel 1999 morì l'ultimo maschio. L'anno successivo, il 6 gennaio 2000, l'ultimo stambecco dei Pirenei vivente, una femmina di nome Celia, venne ritrovata morta con il collo spezzato dopo essere stata schiacciata da un albero, decretando così l'estinzione della specie.

## Clonazione
Due giorni dopo la morte di Celia, una compagnia di ricerca biomedica si offrì di clonare lo stambecco dei Pirenei a partire dalle cellule di tessuto ottenute nel 1999: si riteneva che la clonazione fosse più facile di quella, ad esempio, avvenuta con un cucciolo di gaur poiché i meccanismi riproduttivi delle capre sono meglio conosciuti e la loro gestazione è più breve. Tuttavia, non si disponeva di cellule maschili per clonare maschi, quindi sarebbe stato possibile clonare solo esemplari femmina, ma questo sarebbe stato inutile perché, prima o poi, sarebbero morti senza dare continuità alla specie. Fu proposto di accoppiare i cloni con altre sottospecie di stambecco, ma questo avrebbe comportato la nascita di esemplari meticci di stambecco. Si è pensato di creare esemplari maschi sostituendo il cromosoma X della cellula femminile di stambecco con un cromosoma Y di un'altra sottospecie; tuttavia non esiste ancora una tecnologia capace di fare ciò. Il progetto di clonare lo stambecco dei Pirenei è stato quindi definitivamente abbandonato.

## In futuro
Dal 2000, tre team di scienziati (due spagnoli ed uno francese) hanno avviato uno studio per reintrodurre lo stambecco sui Pirenei, partendo dalle altre due sottospecie presenti nel territorio spagnolo. Nel 2014 sono avvenuti i primi rilasci, sul versante francese, di alcuni esemplari della sottospecie Capra pyrenaica victoriae.